# Maliattha rectilinea
Maliattha rectilinea là một loài bướm đêm trong họ Noctuidae.